# Friedrich Waismann
Friedrich Waismann (Viena, 21 de març de 1896 − 4 de novembre de 1959), va ser un matemàtic, físic i filòsof austríac. És majoritàriament conegut per haver estat membre del Cercle de Viena i un dels teòrics clau de l'Empirisme lògic.
Nascut a Viena, Waismann cursa estudis de Matemàtiques i Física a la Universitat de Viena, començant el 1922 a estudiar Filosofia sota la tutela de Moritz Schlick, el fundador del Cercle. Emigra al Regne Unit el 1938, sent allí un professor adjunt de Filosofia de la ciència a la Universitat de Cambridge des del 1937 fins al 1939, i des d'aquest any fins a la seva mort, professor de Filosofia de la Matemàtica a la Universitat d'Oxford.
Intermitentment, des de 1927 fins a 1936, Waismann manté llargues converses amb Ludwig Wittgenstein sobre tòpics de la Filosofia de la Matemàtica i de la Filosofia del llenguatge.
Aquestes converses, gravades per Waismann, es publicaran amb el nom de Ludwig Wittgenstein i el Cercle de Viena. Altres membres del Cercle (incloent-Schlick, Rudolf Carnap i Herbert Feigl), van parlar també amb Wittgenstein, però no tant com ho va fer Waismann. De fet, el 1934 Wittgenstein i Waismann van pensar a escriure conjuntament un llibre, però els seus plans van fracassar un cop evidents les respectives diferències filosòfiques. Waismann acabaria més tard acusant Wittgenstein del que ell considerava una traïció al projecte de l'empirisme lògic i a l'explicació empírica.